# Pneumatopteris incisa
Pneumatopteris incisa är en kärrbräkenväxtart som beskrevs av Holtt. Pneumatopteris incisa ingår i släktet Pneumatopteris och familjen Thelypteridaceae. Inga underarter finns listade.